# Saint Kitts och Nevis i olympiska sommarspelen 2012
Saint Kitts och Nevis deltog i olympiska sommarspelen 2012 som ägde rum i London i Storbritannien mellan den 27 juli och den 12 augusti 2012.

## Friidrott
Till friidrottstävlingarna har Saint Kitts och Nevis kvalificerat följande idrottare:
Herrar
| Tävlande                                                                    | Gren            | Kval/heat | Kval/heat | Kvartsfinal | Kvartsfinal | Semifinal       | Semifinal       | Final           | Final           |
| Tävlande                                                                    | Gren            | Resultat  | Placering | Resultat    | Placering   | Resultat        | Placering       | Resultat        | Placering       |
| --------------------------------------------------------------------------- | --------------- | --------- | --------- | ----------- | ----------- | --------------- | --------------- | --------------- | --------------- |
| Antoine Adams                                                               | 100 meter       | BYE       | BYE       | 10,22       | 4 q         | 10,27           | 7               | Avancerade inte | Avancerade inte |
| Kim Collins                                                                 | 100 meter       | BYE       | BYE       | DNS         | DNS         | Avancerade inte | Avancerade inte | Avancerade inte | Avancerade inte |
| Antoine Adams                                                               | 200 meter       | 20,59     | 2 Q       | i.u.        | i.u.        | DSQ             | DSQ             | Avancerade inte | Avancerade inte |
| Antoine Adams Delwayne Delaney Brijesh Lawrence Jason Rogers Lestrod Roland | 4×100 m stafett | 38,41 NR  | 6         | i.u.        | i.u.        | i.u.            | i.u.            | Avancerade inte | Avancerade inte |